# The Innocents (serial telewizyjny)
The Innocents – brytyjski serial fantastyczno-naukowy stworzony przez Hanię Elkington i Simona Durica. Serial składa się z ośmiu odcinków, a swoją premierę miał 24 sierpnia 2018 roku na platformie Netflix.

## Obsada

### Główna
- Sorcha Groundsell jako June McDaniel
- Percelle Ascott jako Harry Polk
- Guy Pearce jako Halvorson
- Jóhannes Hauker Jóhannesson jako Steinar
- Laura Birn jako Elena Askelaand
- Sam Hazeldine jako John McDaniel
- Lise Risom Olsen jako Sigrid
- Ingunn Beate Øyen jako Runa Gundersen
- Nadine Marshall jako Christine

### Drugoplanowe
- Trond Fausa jako Alf
- Jason Done jako DCI Doug Squirries
- Lise Risom Olsen jako Sigrid,
- Philip Wright jako Lewis Polk,
- Abigail Hardingham jako Kam
- Andrew Koji jako Andrew
- Alex Williams jako Az
- Jason Riddington jako Dyrektor
- Jamie Dorrington jako Bigot
- Katie Clarkson-Hill jako Sam

## Odcinki
| Nr | Tytuł                      | Reżyseria        | Scenariusz                                 | Premiera w Netflix | Premiera w Netflix Polska |
| -- | -------------------------- | ---------------- | ------------------------------------------ | ------------------ | ------------------------- |
| 1  | The Start of Us            | Farren Blackburn | Hania Elkington                            | 24 sierpnia 2018   | 24 sierpnia 2018          |
| 2  | Keep Calm, Come to No Harm | Farren Blackburn | Simon Duric                                | 24 sierpnia 2018   | 24 sierpnia 2018          |
| 3  | Bubblegum & Bleach         | Farren Blackburn | Hania Elkington                            | 24 sierpnia 2018   | 24 sierpnia 2018          |
| 4  | Deborah                    | Farren Blackburn | Hania Elkington                            | 24 sierpnia 2018   | 24 sierpnia 2018          |
| 5  | Passionate Amateur         | Jamie Donoughue  | Simon Duric, Hania Elkington, Stacey Gregg | 24 sierpnia 2018   | 24 sierpnia 2018          |
| 6  | Not the Only Freak in Town | Jamie Donoughue  | Corinna Faith                              | 24 sierpnia 2018   | 24 sierpnia 2018          |
| 7  | Will You Take Me Too?      | Farren Blackburn | Hania Elkington                            | 24 sierpnia 2018   | 24 sierpnia 2018          |
| 8  | Everything. Anything.      | Farren Blackburn | Simon Duric                                | 24 sierpnia 2018   | 24 sierpnia 2018          |